# Мамедов, Таир Намикович
Таи́р Нами́кович Маме́дов (род. 2 октября 1981, Баку, Азербайджанская ССР, СССР) — российский комик, телеведущий, актёр, кинорежиссёр и сценарист. Экс-участник «Comedy Club».

## Биография
Таир Мамедов родился в Баку. Отец — Намик Мамедов, азербайджанец, мать — Нина Михайловна, армянка. Окончив школу, Таир Мамедов поступил в Московское медицинское училище № 4, окончил его с красным дипломом и получил специальность «фельдшер-лаборант». После училища один год учился в Российском университете дружбы народов на медицинском факультете, но чуть позже решил, что с медициной связывать своё будущее не хочет. В 1998 году стал студентом Российского нового университета и, окончив его, получил специальность психолога-консультанта.
Начал свою карьеру с КВН в 1998 году, играя за команду «Дети Лумумбы» (РУДН). Позже играл в команде РосНОУ, выступавшей в Премьер-лиге. 3 июня 2000 года принимал участие в телеигре «Угадайка» на ОРТ. 23 апреля 2005 года по приглашению Гарика Мартиросяна дебютировал вместе с Егором Алексеевым в составе дуэта «Битлз» в «Comedy Club». С весны 2006 года после ухода Алексеева выступал один. Его визитной карточкой в «Comedy Club» были пародии на телепередачу «Программа максимум» («Скандалы, интриги, расследования»).
Весной — летом 2008 года был соведущим на ринг-сайде программы «Король ринга» на «Первом канале». Затем в качестве конкурсанта принимал участие в реалити-шоу этого же канала «Последний герой» и в музыкальном проекте «Две звезды» в паре с Юлией Ковальчук.
Осенью 2008 года стал ведущим программы «13 злобных зрителей» на телеканале «MTV Россия». Осенью 2009 года вместе с Никитой Дювбановым вёл передачу «Детектор правды» на том же канале. Далее вёл на MTV Россия программы «Love Машина» с Викторией Боней и «Любовь с первого взгляда» с Эвелиной Блёданс. Был креативным продюсером шоу «Каникулы в Мексике». В 2013 году был ведущим реалити-шоу «Каникулы в Мексике. Суперигра» («Пятница!»).
Автор сценария и актёр фильма «Очень русский детектив». С 2010 года — креативный продюсер «Мастифф-продакшн». Участвовал в записи альбома «Набор ассоциаций» рэпера Кравца, также выступил режиссёром нескольких его клипов.

## Общественная позиция
В 2011—2012 годах активно участвовал в протестном движении в Москве. Был наблюдателем на выборах мэра Москвы в 2013 году, после чего в конце того же года эмигрировал в США, проживает в Лос-Анджелесе.
В интервью Юрию Дудю в марте 2019 года высказывал мнение, что в 2014 году Путин мог бы устроить в Крыму «официальные выборы с международными наблюдателями», провести честные выборы, и тогда со стороны мирового сообщества «было бы меньше претензий».

## Телепроекты
| Имя проекта                   | Соведущий (-ая)                | Телеканал    | Год         |
| ----------------------------- | ------------------------------ | ------------ | ----------- |
| КВН                           | -                              | Первый канал | 2005        |
| Comedy Club                   | Таш Саркисян, Гарик Мартиросян | ТНТ          | 2005 — 2007 |
| Король ринга                  | Анна Седокова                  | Первый канал | 2008        |
| Две звезды                    | Юлия Ковальчук                 | Первый канал | 2008        |
| Последний герой               | -                              | Первый канал | 2008        |
| 12 злобных зрителей           | -                              | MTV Россия   | 2008        |
| Детектор правды               | Никита Дювбанов                | MTV Россия   | 2009        |
| Убойный вечер                 | -                              | ТНТ          | 2009 — 2010 |
| Звезда Покера                 | -                              | РЕН ТВ       | 2009        |
| Покер-Дуэль                   | -                              | РЕН ТВ       | 2010        |
| Love Машина                   | Виктория Боня                  | MTV Россия   | 2011        |
| Любовь с первого взгляда      | Эвелина Бледанс                | MTV Россия   | 2011        |
| Каникулы в Мексике            | Жанна Фриске                   | MTV Россия   | 2011        |
| Каникулы в Мексике. Ток-шоу   | -                              | MTV Россия   | 2011        |
| Каникулы в Мексике. Суперигра |                                | Пятница!     | 2013        |

## Фильмография

### Актёр
- 2008 — Очень русский детектив — Рамирес
- 2013 — Что творят мужчины![20] — Даниэль
- 2014 — Что творят мужчины! 2 — Даниэль
- 2015 — Женщины против мужчин — портье Хуан

### Режиссёр
- 2015 — Женщины против мужчин
- 2016 — Голоса большой страны[21]

### Сценарист
- 2008 — Очень русский детектив
- 2012 — Одноклассники.ru: НаCLICKай удачу
- 2013 — Что творят мужчины!
- 2015 — Женщины против мужчин
- 2016 — Голоса большой страны